# Shygirl
Blane Muise (Londres, 4 de mayo de 1993), más conocida por su nombre artístico Shygirl, es una rapera, DJ, cantante de origen Namibia, compositora y codirectora británica, fundadora del sello discográfico y colectivo NUXXE. La música de Shygirl incorpora elementos de hip house, hip-hop industrial, grime y club deconstruido. También se la ha asociado con la escena musical hyperpop. Shygirl saltó a la fama después de trabajar con su colaborador cercano y amigo Sega Bodega, así como con otras conocidas productoras de pop experimental como Arca y SOPHIE, llamando la atención de artistas como Rihanna que usó varias pistas de NUXXE para sus comerciales y desfiles de moda de Fenty Beauty. Shygirl ha lanzado varios sencillos desde 2016 y dos EP titulados Cruel Practice y ALIAS. Lanzó su álbum debut Nymph en 2022. En 2024, lanzó el EP Club Shy.

## Carrera profesional
Shygirl nació en el sur de Londres y creció alrededor de Blackheath. Luego pasó a estudiar en la Universidad de Bristol, viajando de regreso a Londres los fines de semana para ir a fiestas. Shygirl lanzó su primer sencillo "Want More", producido por Sega Bodega en 2016. Esta fue la primera canción lanzada en el sello NUXXE, fundado por Shygirl, Sega Bodega y COUCOU CHLOE.
Continuó trabajando con Sega Bodega en los sencillos "MSRY" y "NVR" en 2017, habiendo aparecido en la canción de Bodega "CC" a principios de año.
En mayo de 2018, lanzó su EP debut, Cruel Practice, en NUXXE. El EP recibió críticas positivas de magazines de música como Pitchfork, Crack Magazine y Tiny Mixtapes.
Apareció en la canción de Arca "Watch" en su álbum del 2020, KiCk i. El par había colaborado previamente en la canción "Unconditional", con todas las ganancias de ese sencillo destinadas a Black Lives Matter e Inquest UK.
En noviembre de 2020, lanzó su segundo EP, ALIAS, en el sello Because Music. Este EP recibió una atención positiva de Pitchfork, Vogue y NME. ALIAS fue catalogado como uno de los mejores EP de 2020 por la publicación de audio y música MusicNGear.

## Discografía

### Álbumes de estudio
| Título | Detalles |
| ------ | --- |
| Nymph  | - Lanzamiento: 30 de septiembre de 2020 - Discográfica: NUXXE, Because Music - Fomatos: LP, CD, casete, descarga digital, streaming |

### Álbumes remix
| Título  | Detalles |
| ------- | --- |
| Nymph_o | - Lanzamiento: 14 de abril de 2023 - Discográfica: NUXXE, Because Music - Formatos: LP, CD, descarga digital, streaming |

### EP
| Título         | Detalles |
| -------------- | --- |
| Cruel Practice | - Lanzamiento: 25 de mayo de 2018 - Discográfica: NUXXE - Formatos: descarga digital, streaming                         |
| ALIAS          | - Lanzamiento: 20 de noviembre de 2020 - Discográfica: Because Music, NUXXE - Formatos: LP, descarga digital, streaming |

### Sencillos
| Título      | Álbum          | Discográfica  | Año  |
| ----------- | -------------- | ------------- | ---- |
| "Want More" | Sin álbum      | NUXXE         | 2016 |
| "MSRY"      | MSRYNVR        | NUXXE         | 2017 |
| "NVR"       | MSRYNVR        | NUXXE         | 2017 |
| "O"         | Cruel Practice | NUXXE         | 2018 |
| "Gush"      | Cruel Practice | NUXXE         | 2018 |
| "Nasty"     | Cruel Practice | NUXXE         | 2018 |
| "UCKERS"    | Sin álbum      | NUXXE         | 2019 |
| "BB"        | Sin álbum      | NUXXE         | 2019 |
| "FREAK"     | ALIAS          | Because Music | 2020 |
| "SLIME"     | ALIAS          | Because Music | 2020 |

### Apariciones especiales
| Título            | Año  | Artistas           | Álbum           |
| ----------------- | ---- | ------------------ | --------------- |
| "CC"              | 2017 | Sega Bodega        | Ess B           |
| "Take the L"      | 2017 | LYZZA              | Powerplay       |
| "Requiem"         | 2017 | Sega Bodega        | SS (2017)       |
| "Mellow"          | 2018 | Georgia            | Seeking Thrills |
| "JUCY"            | 2019 | COUCOU CHLOE       | NAUGHTY DOG     |
| "Origami"         | 2019 | LYAM, John Glacier | N_O CALLER ID   |
| "LICK IT N SPLIT" | 2020 | Zebra Katz         | LESS IS MOOR    |
| "Watch"           | 2020 | Arca               | Kick I          |